# عقاب شاهی
عقاب شاهی (نام علمی: Aquila heliaca) گونه‌ای پرنده شکاری از تیرهٔ بازان و راستهٔ بازسانان است که در دوران بلوغ پرهای زینتی قهوه‌ای مایل به سیاه دارند. این پرنده از گونه‌های آسیب‌پذیر و پرندگان حفاظت شده است. عقاب شاهی در دشت‌های باز با درختان بلند و جنگل‌های کوهپایه‌ای زندگی می‌کند و در زمستان، در باتلاق‌های منطقه‌های استپی به سر می‌برد و آشیانه خود را روی درختان بلند و دورافتاده می‌سازد. عقاب شاهی در ایران نیز یافت می‌شود.
در برخی منابع برای این گونه نام شاه‌باز به کار رفته است ولی باید یادآور شد که واژه «باز» برای گروه Hawks و واژهٔ شهباز برای گروه Goshawks به کار می‌رود.

## گونه در خطر
نسل این پرنده در بسیاری از مناطق منقرض شده یا در خطر انقراض است و به همین جهت در فهرست گونه‌های آسیب‌پذیر آی‌یوسی‌ان قرار گرفته است. عقاب شاهی زمانی نماد سلطنتی امپراتوری اتریش-مجارستان بود اما این کمکی به حفظ این جانور در اروپای مرکزی نکرد و این جانور در بخش عمده‌ای از قلمرو سابق خود ناپدید شده است. منطقهٔ کارپات تنها جایی در اروپاست که جمعیت عقاب شاهی آن در حال افزایش است. غربیترین جمعیت باقیمانده عقاب شاهی در مرز اتریش و جمهوری چک زندگی می‌کند و از ۱۵ تا ۲۰ جفت تشکیل می‌شود.

## ویژگی‌ها
عقاب شاهی با ۷۲ تا ۹۰ سانتیمتر قد، ۱/۸ تا ۲/۱۶ متر فاصلهٔ دو سر بال و ۲/۵ تا ۴/۵ کیلوگرم وزن از عقاب‌های بزرگ محسوب می‌شود. ماده‌ها حدود ۲۵ درصد از نرها بزرگترند. عقاب شاهی اسپانیایی نزدیک‌ترین خویشاوند این پرنده است که در گذشته زیرگونه‌ای از آن پنداشته می‌شد اما امروزه گونه جداگانه‌ای در نظر گرفته می‌شود. عقاب شاهی شباهت زیادی هم به عقاب طلایی دارد. عقاب شاهی را با منقار بلندتر، بال‌های صاف‌تر در حین پرواز، لکه‌های سفید روی شانه و بال و شانهٔ روشن‌تر و رنگارنگ‌تر و رنگ تیره‌تر در بقیه قسمت‌های بدن می‌توان از عقاب طلایی تشخیص داد. البته عقاب‌های شاهی نابالغ رنگ بسیار روشنتری از عقاب طلایی نابالغ دارند.
زیستگاه مورد علاقه این عقاب دشت‌های باز با کمی درخت هستند و برخلاف بسیاری از عقاب‌های دیگر در کوهستانها، جنگل‌های وسیع یا استپ‌های بدون درخت زندگی نمی‌کند. عقاب شاهی ترجیح می‌دهد که آشیانه خود را بر روی درختان بلندی بسازد که اطراف آن درخت دیگری نباشد تا از این طریق دید خوبی به اطراف داشته باشد. خرگوش، همستر و قرقاول از طعمه‌های اصلی این پرندهٔ شکاری هستند.

## نگارخانه

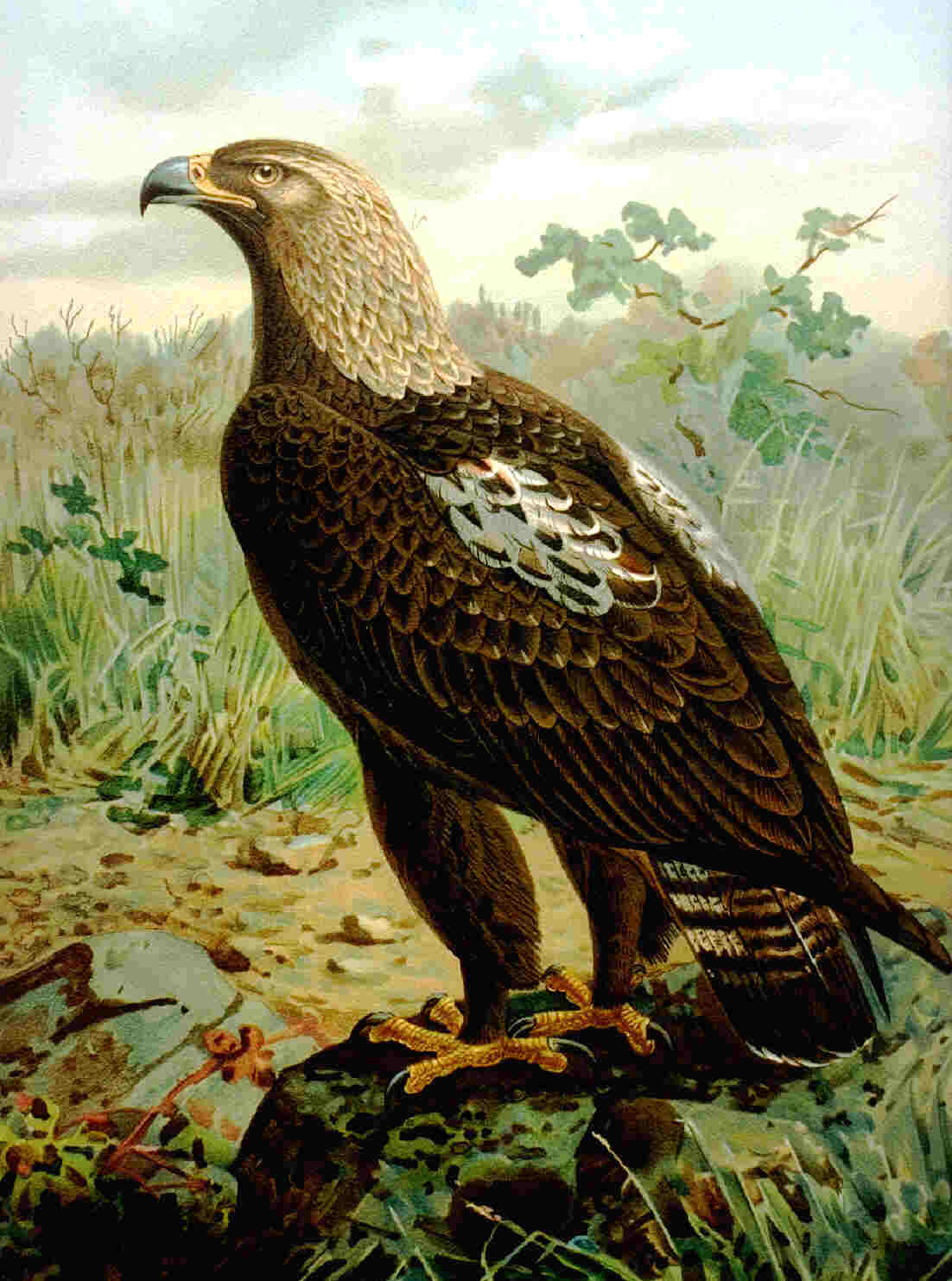
عقاب شاهی
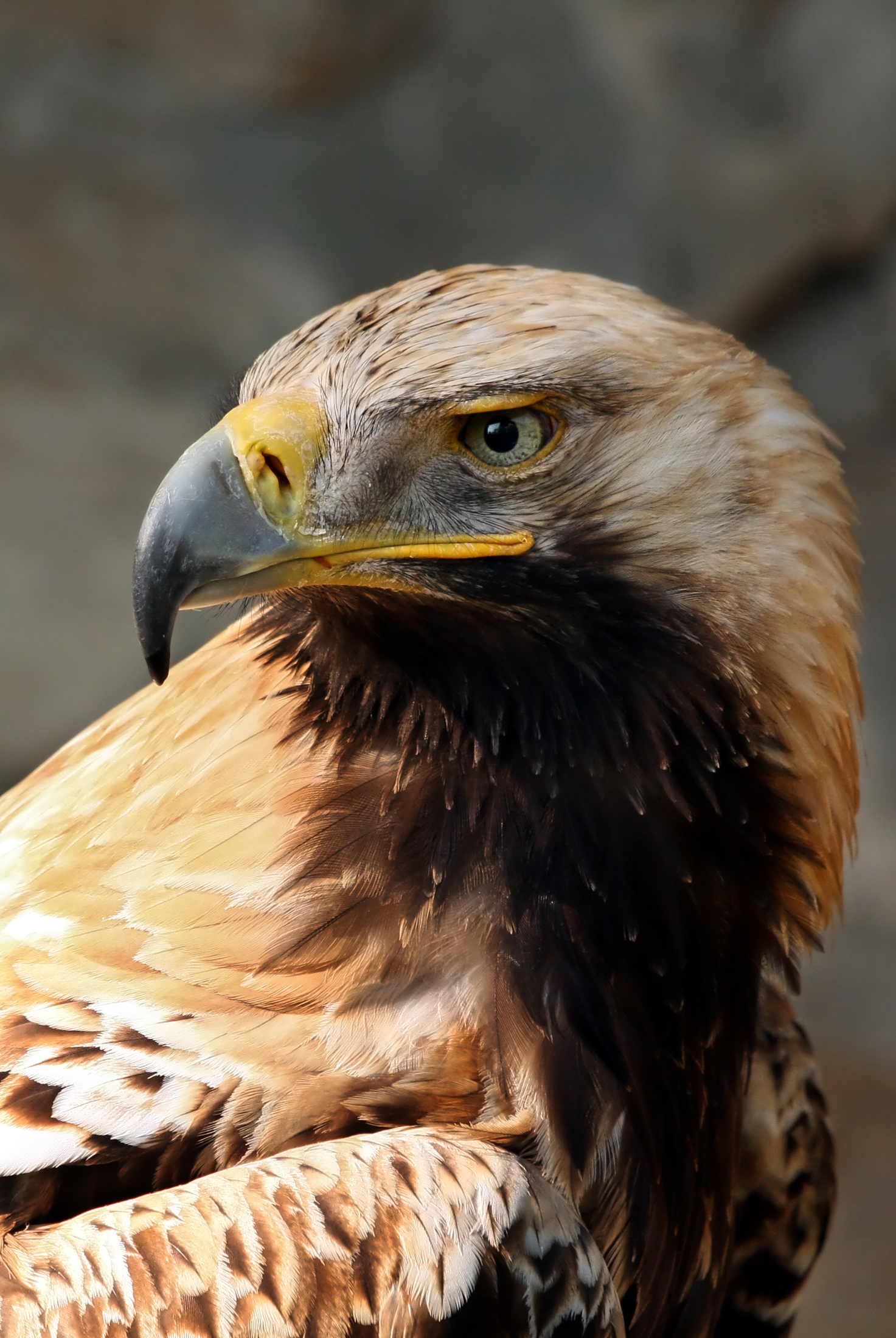
عقاب شاهی
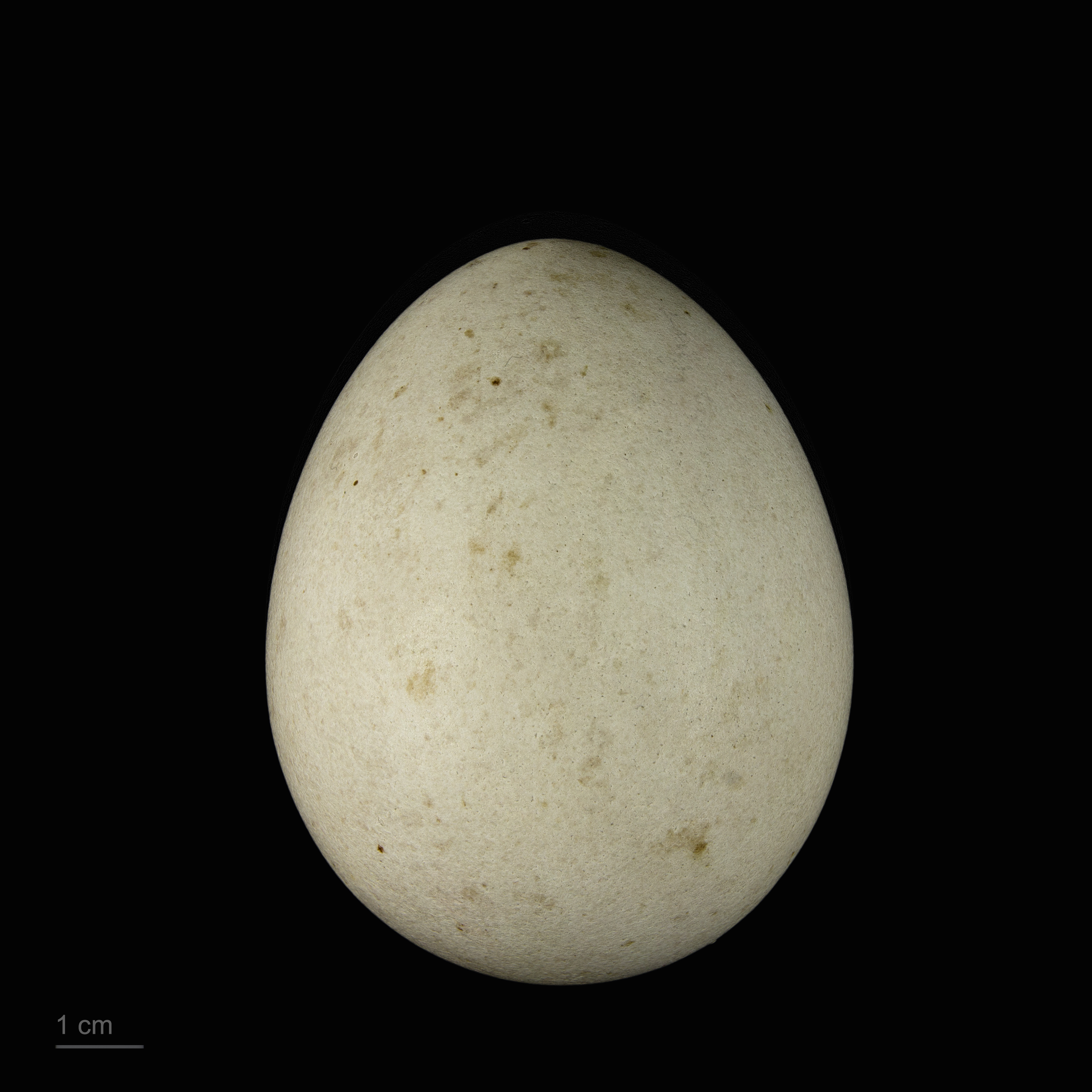
Museum specimen